# 榔坪镇
榔坪镇，是中华人民共和国湖北省宜昌市长阳土家族自治县下辖的一个镇，2001年1月与原乐园乡合并为现榔坪镇。

## 行政区划
榔坪镇下辖以下地区：
榔坪村、社坪村、关口垭村、茶园村、梓榔坪村、马坪村、长丰村、文家坪村、秀峰桥村、八角庙村、沙地村、乐园村和云台荒药材场。